# 5 Pułk Strzelców Konnych (II RP)

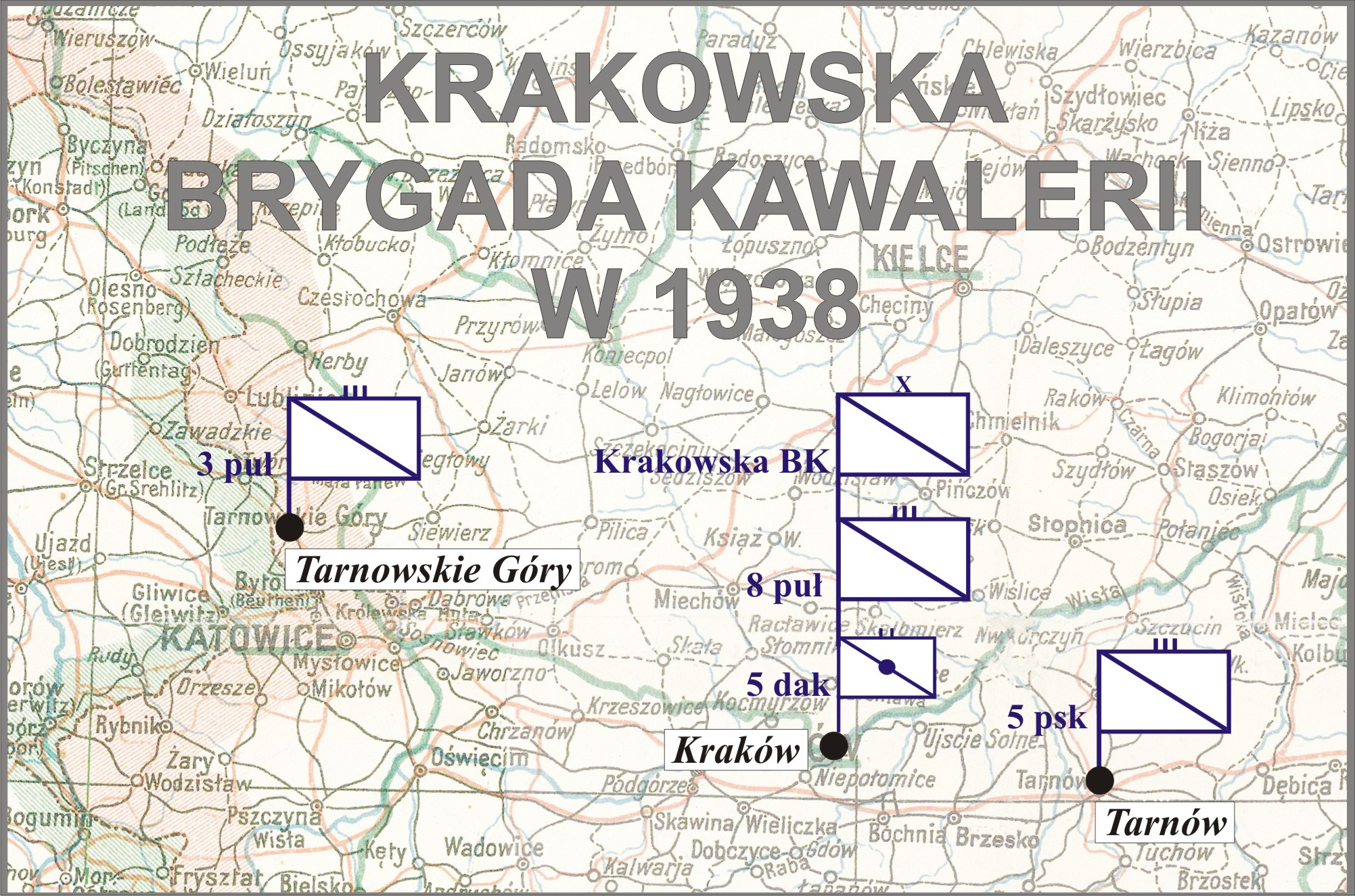
Krakowska BK w 1938

5 pułk strzelców konnych (5 psk) – oddział kawalerii Wojska Polskiego II RP i Armii Krajowej.

## Formowanie i zmiany organizacyjne
17 czerwca 1919 Ministerstwo Spraw Wojskowych wydało rozkaz o sformowaniu 3 pułku dragonów. Powstał on ze szwadronów i dywizjonów organizujących się od 1918, często samorzutnie, na terenie różnych regionów Polski. W jego skład weszły: szwadron kawalerii lwowskiej („Wilków”), szwadron jazdy wołyńskiej, szwadron ziemi kujawskiej i jeden szwadron z 2 pułku ułanów. W lipcu 1919 utworzono w Tarnowie szwadron zapasowy, składający się z oficerów i szeregowych przeniesionych z innych pułków, a także ochotników.
We wrześniu tego roku pułk przemianowano na 3 pułk strzelców konnych, a 6 października 1920 na 5 pułk strzelców konnych.

## Działania wojenne

### w wojnie polsko-ukraińskiej
Występujący pod nazwą „Wilków” 1. szwadron jazdy ziemi lwowskiej (późniejszy 1 szwadron pułku) brał udział w obronie Lwowa a następnie w walkach pod Hołoskiem (w marcu 1919), w zdobyciu Winnik (15 kwietnia), w ofensywie gen. Iwaszkiewicza (w kwietniu), w majowej ofensywie gen. Hallera i następnie w ofensywie polskiej na Wołyniu osiągając rejon Krzemieńca. 8 listopada, z Tarnopola, został skierowany do Tarnowa.

### w wojnie polsko-bolszewickiej
Rozkazem Naczelnego Dowództwa z 12 listopada 1918 powstał w Warszawie „Szwadron Ułanów Województwa Warszawskiego”. Szwadron był bardzo dobrze zorganizowany i wyekwipowany i służył między innymi jako eskorta Józefa Piłsudskiego w czasie jego przejazdu z Magdeburga do Warszawy a także przyjazdu Ignacego Paderewskiego,  zaś w styczniu 1919 stanowił wartę honorową podczas otwarcia na Zamku Królewskim w Warszawie pierwszego sejmu Polski Niepodległej. Szwadron 17 lutego 1919 wyruszył na front litewsko-białoruski. Przydzielony do Grupy Zaniemeńskiej płk. Dziewulskiego tworzy, wraz z dwoma szwadronami 4 Pułku Ułanów, tymczasowy dywizjon pod dowództwem rotmistrza Tadeusza Kossaka (brata-bliźniaka Wojciecha Kossaka). Pod Możajkowem przeszedł swój chrzest bojowy, a następnie brał udział w wypadzie na Ejszyszki. Od 19 kwietnia obsadzał polsko-litewską linię demarkacyjną w Olkienikach. W czerwcu powrócił do Warszawy, by 22 lutego 1920 wyruszyć na front wołyński i wziąć udział w wyprawie na Kijów. W tamtym czasie walczył w składzie 2 pułku strzelców konnych. Podczas walk odwrotowych prowadził boje nad Stochodem pod Chełmem, Horodłem i Dubienką. Do rozpoczęcia ofensywy warszawskiej pozostawał na linii Bugu. W czasie ofensywy na Wołyń, dywizjon a w jego składzie szwadron, prowadził działania po trasie: Kuśniszcze – Poczapy – Zgorany – Kukuryki – Rudniki – Gródki – Horodyszcze i 14 września 1920 osiągnął Kowel. W dalszych walkach (27 września) brał udział w zdobyciu Sarn, następnie (7 października) Olewska po czym został skierowany do Dąbrowicy, na północ od Sarn.
Rozkazem Ministerstwa Spraw Wojskowych z 23 listopada 1920 dywizjon wraz ze szwadronem został wcielony do 5 pułku strzelców konnych jako II dywizjon. W kwietniu 1921 przybył do Tarnowa, stałego garnizonu pułku.
Zgodnie z rozkazem ministerstwa spraw wojskowych z 19.04.1919 rotmistrz Ludwik Newelski sformował szwadron ziemi kujawskiej w Brzeziu koło Włocławka, a następnie zakończył jego formowanie w Kaliszu. Szwadron miał być przeznaczony dla 2 pułku ułanów, jednak rozkazem z 17 czerwca został wcielony do 3 pułku dragonów i po kilku kolejnych reorganizacjach ostatecznie wszedł w skład II dywizjonu 3 pułku strzelców konnych. W czasie zimy 1919/1920 pełnił służbę na pograniczu polsko-czeskim. W lipcu 1920 został skierowany na front wołyński. Brał udział w wyprawie na Kijów.

## Pułk w okresie pokoju
W 1923 pułk spełniał rolę jazdy dywizyjnej, a jego dowódca podlegał bezpośrednio dowódcy Okręgu Korpusu Nr V. W zakresie szkolenia pułk w tym czasie podlegał dowódcy V Brygady Jazdy. W tym okresie w jego skład wchodziły trzy szwadrony strzelców konnych, oddział szkolny karabinów maszynowych, pułkowa szkoła podoficerska i kadra szwadronu zapasowego.
Do 16 grudnia 1934 pułk stacjonował w garnizonie Tarnów, a następnie dowództwo i dwa szwadrony do wybuchu wojny w Dębicy. W Tarnowie pozostał pierwszy szwadron, później jako zapasowy.
Święto pułkowe obchodził 9 czerwca, w rocznicę walk, jakie zostały stoczone w 1920 przez II dywizjon broniący przeprawy na Dnieprze pod Kozinem i 4 szwadron w Kijowie.
Pułk nawiązywał do tradycji 5 pułku strzelców konnych powstałego w 1806.
| Pułk w planie mobilizacyjnym „S” | Pułk w planie mobilizacyjnym „S” | Pułk w planie mobilizacyjnym „S” |
| Nazwa pododdziału                | Termin                           | Miejsce mobilizacji              |
| -------------------------------- | -------------------------------- | -------------------------------- |
| dowódca pułku z drużyną          | alarm                            | Tarnów                           |
| pluton łączności                 | alarm                            | Bochnia                          |
| 1÷4 szwadrony                    | alarm                            | Tarnów                           |
| szwadron karabinów maszynowych   | alarm                            | Tarnów                           |
| uzupełnienie do czasu „W”        | 6                                | Tarnów                           |
| szwadron zapasowy                | do 15                            | Tarnów                           |

| Pułk w planie mobilizacyjnym „S” | Pułk w planie mobilizacyjnym „S” | Pułk w planie mobilizacyjnym „S” |
| Nazwa pododdziału                | Miejsce mobilizacji              | Termin                           |
| -------------------------------- | -------------------------------- | -------------------------------- |
| dowódca pułku z drużyną          | Dębica                           | alarm                            |
| pluton łączności                 | Dębica                           | alarm                            |
| 1÷4 szwadrony                    | Dębica                           | alarm                            |
| szwadron karabinów maszynowych   | Dębica                           | alarm                            |
| szwadron kawalerii nr 36         | Dębica                           | alarm                            |
| pluton ckm nr 36                 | Dębica                           | alarm                            |
| PKU Dębica                       | Dębica                           | 2                                |
| szwadron marszowy 1/5 psk        | Dębica                           | 18                               |
| pluton marszowy nr 1/36          | Dębica                           | 25                               |

| Obsada personalna i struktura organizacyjna w marcu 1939 | Obsada personalna i struktura organizacyjna w marcu 1939 |
| Stanowisko                                               | Stopień, imię i nazwisko                                 |
| -------------------------------------------------------- | -------------------------------------------------------- |
| dowódca pułku                                            | płk Kazimierz Kosiarski                                  |
| I zastępca dowódcy                                       | mjr Franciszek Rekucki                                   |
| pomocnik I zastępcy dowódcy                              | mjr kontr. Jerzy Ordanowski                              |
| adiutant                                                 | rtm. Antoni Dębski(*)                                    |
| naczelny lekarz medycyny                                 | kpt. lek. Mieczysław Mikołaj Słaby                       |
| lekarz weterynarii                                       | por. Teofil Szmilichowski                                |
| II zastępca dowódcy (kwatermistrz)                       | mjr Józef Piotr Trenkwald                                |
| oficer mobilizacyjny                                     | rtm. adm. (kaw.) Aleksander Jodkiewicz (*)               |
| zastępca oficera mobilizacyjnego                         | por. adm. (kaw.) Adam Ornas                              |
| oficer administracyjno-materiałowy                       | por. Zygmunt Feliks Maria Konopka                        |
| dowódca szwadronu gospodarczego                          | rtm. Antoni Dębski (*)                                   |
| oficer gospodarczy                                       | kpt. int. Ludwik Szopa                                   |
| oficer żywnościowy                                       | ppor. Adam Haniewicz                                     |
| dowódca plutonu łączności                                | por. Tadeusz Juliusz Gawrzycki                           |
| dowódca plutonu kolarzy                                  | ppor. Zbigniew Bronisław Winogrodzki (*)                 |
| dowódca plutonu ppanc.                                   | ppor. Mieczysław Tadeusz Mikołaj Miska                   |
| dowódca 1 szwadronu                                      | mjr dypl. Kazimierz Wiesław Ojrzyński                    |
| dowódca plutonu                                          | por. Stanisław Lucjan Sławik                             |
| dowódca plutonu                                          | ppor. Waldemar Ludwik Majewski                           |
| dowódca plutonu                                          | ppor. Olgierd Popławski                                  |
| dowódca 2 szwadronu                                      | rtm. Jarosław Chodań                                     |
| dowódca plutonu                                          | ppor. Zbigniew Bronisław Winogrodzki (*)*                |
| dowódca 3 szwadronu                                      | rtm. Wojciech Łopuski                                    |
| dowódca plutonu                                          | ppor. Karol Kazimierz Ferenz                             |
| dowódca 4 szwadronu                                      | rtm. Bronisław IV Piotrowski                             |
| dowódca plutonu                                          | ppor. Piotr I Baran                                      |
| dowódca szwadronu km                                     | rtm. Edward Rachwalski                                   |
| dowódca plutonu                                          | ppor. Stanisław Stefan Bronisław Raczkowski              |
| dowódca szwadronu zapasowego                             | rtm. adm. Mieczysław Chwaliński                          |
| zastępca dowódcy                                         | rtm. adm. (kaw.) Aleksander Jodkiewicz (*)               |
| odkomenderowany                                          | por. Witold Zygmunt Szychowski                           |
| na kursie                                                | por. Mieczysław Józef Rakoczy                            |

## 5 psk w kampanii wrześniowej 1939

### Mobilizacja
5 pułk strzelców konnych zmobilizował w mobilizacji alarmowej swoje własne pododdziały w grupie „żółtej” w czasie od A+24 do A+36. Mobilizację pułku prowadzono w dniach 24–26 sierpnia 1939. Dodatkowo do składu Krakowskiej Brygady Kawalerii zmobilizował alarmowo w tej samej grupie:
- samodzielny pluton km nr 5,
- kolumny taborowe kawaleryjskie nr 543, 544, 545,
- park intendentury nr 541.

W I rzucie mobilizacji powszechnej zmobilizował własny szwadron marszowy i Ośrodek Zapasowy Krakowskiej Brygady Kawalerii (OZKaw. „Dębica”).
27 sierpnia pułk załadowano na stacji kolejowej w Dębicy do transportu i przewieziono do Zawiercia. Po wyładowaniu pułk pomaszerował do Ogrodzieńca i Podzamcza.

### Działania bojowe pułku

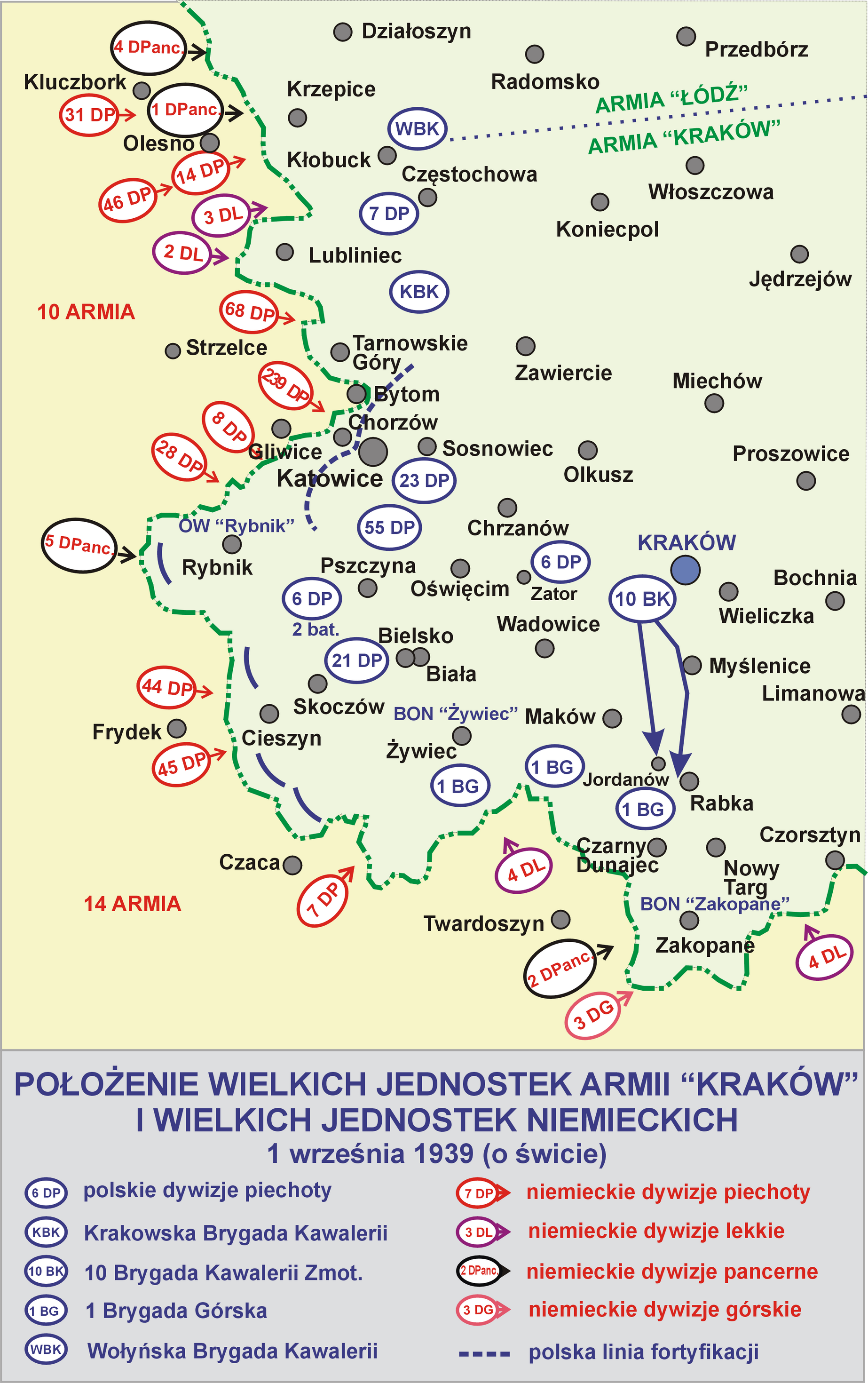
Pułk walczył w składzie Krakowskiej Brygady Kawalerii

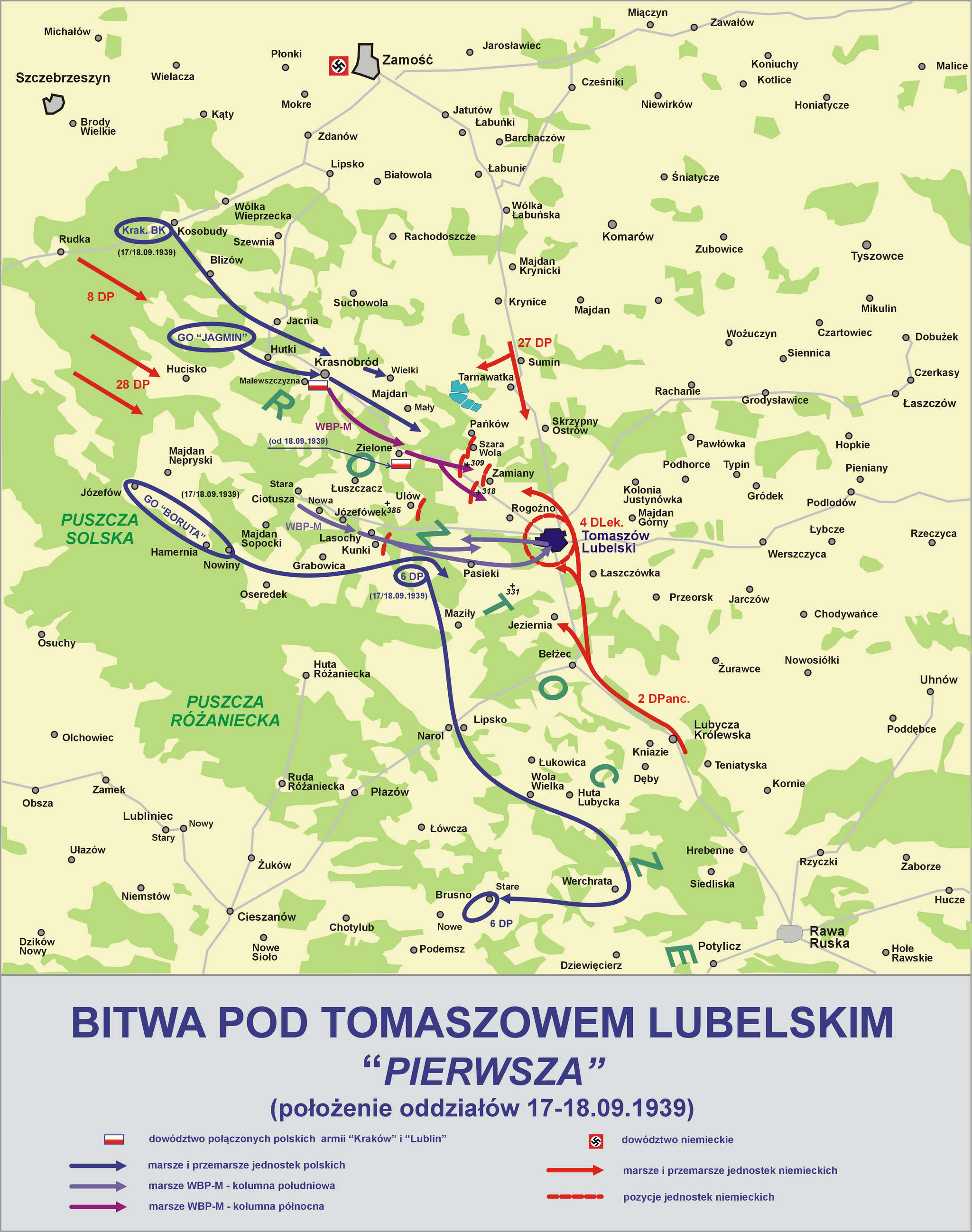

#### Bój graniczny pod Woźnikami
30 sierpnia dywizjon pułku w składzie 1 i 2 szwadronu pod dowództwem mjr. F. Rekuckiego zajął pozycje bojowe w rejonie Rudnika Małego. Pozostałe siły pułku 31 sierpnia po wykonaniu marszu przez Zawiercie i Gniazdów zajęły stanowiska w rejonie Woźnik. Dywizjon mjr. Rekuckiego zajął obronę rejonu Rudnika Małego obsadzając zabudowania wsi Pakuły i wzgórze 319. Pomiędzy siłami głównymi pułku w Woźnikach i wydzielonym dywizjonem, obronę zajmował 8 pułk ułanów wzmocniony 4 szwadronem 3 pułku ułanów. Ugrupowanie sił głównych pułku objęło obronę podejść do Woźnik i samego miasta: na prawym skrzydle 4 szwadron z plutonami kolarzy, ckm i połową plutonu ppanc. oraz plutonem Straży Granicznej tworzył punkt oporu na północny zachód od Woźnik, 3 szwadron z 2 ckm i działkiem ppanc. bronił Woźnik od strony zachodniej przy drodze z Kalet. Wsparcie zapewniała bateria 2/5 dywizjonu artylerii konnej. 1 września w kierunku Woźnik zmierzały pododdziały niemieckiej 2 Dywizji Lekkiej, tocząc walki na przedpolu pułku z pododdziałami Straży Granicznej i Obrony Narodowej, czołowe patrole niemieckie nawiązały kontakt ogniowy z ubezpieczeniami 5 psk. Rozpoznanie niemieckie w godzinach popołudniowych odparto. Podchodzące patrole niemieckie zostały ostrzelane przez 1 i 2 baterie 5 dywizjonu artylerii konnej. 2 września o świcie, w porannej mgle oddziały 2. DLek. uderzyły na 8 pułk ułanów i będący w sąsiedztwie 5 psk, 4 szwadron 3 puł. na Górze Floriańskiej. Niemieckie natarcie czołgów i kawalerii zmotoryzowanej uzyskało częściowe powodzenie, obronę 4/3 puł. wsparł ogniem ckm i ppanc 4 szwadron, uszkodził swoim ostrzałem 3 czołgi niemieckie, a następnie wspierał ogniem kontratak 3 puł. biorąc udział w uszkodzeniu lub zniszczeniu kolejnych 5 czołgów niemieckich. 3 szwadron odparł poranne natarcie niemieckie na Woźniki, lecz drugie uderzenie niemieckiej kawalerii zmotoryzowanej i czołgów ok. godz.10 przełamało obronę 3 szwadronu, który rozkazem płk. Kosiarskiego wycofał się 4 km od Woźnik na wzgórza, na zachód od Gniazdowa. Dywizjon mjr Rekuckiego odparł pierwsze natarcie niemieckie na Pakuły i Rudnik Mały i uniemożliwił oskrzydlenie obrony 8 puł., lecz na skutek znacznej przewagi niemieckiej, prowadził działania opóźniające, oddając sukcesywnie obie miejscowości. Przed frontem dywizjonu 5 psk rozwinęła natarcie niemiecka 3. DLek. spychając dywizjon za rzekę Wartę w rejonie Kuźnicy Starej i Kochowa i dalej w kierunku Żarek. Pułk na rozkaz gen. bryg. Zygmunta Piaseckiego wycofał się z Gniazdowa w kierunku Koziegłowy, a następnie stawił krótki opór w lesie Markowice, potem przeszedł za Wartę. 

#### Walki od Warty do Wisły
Na linii Warty strzelcy konni zajęli stanowiska obronne wraz z 1 kompanią ON „Koszęcin” z batalionu ON „Lubliniec” w rejonie miejscowości Nadwarcie i Nowa Wieś. Do nocy 5 psk zebrał się w rejonie Nadwarcia i Żarek, które spłonęły i zostały zniszczone przez lotnictwo niemieckie w trakcie przemarszu przez nie taboru 5 psk. Rejon Żarek ubezpieczał dywizjon mjr Rekuckiego. Nocnym marszem 5 psk skierował się w kierunku Pradła, omyłkowo w trakcie marszu czołowy 4 szwadron i dowódca pułku zostali ostrzelani przez pojazdy pancerne 51 dywizjonu pancernego. Następnie została też omyłkowo ostrzelania przydzielona do pułku 1 kompania ON „Koszęcin”, która w wyniku ostrzału zeszła z osi odwrotu i wycofała się do Lelowa i Koniecpola i wyszła spod komendy dowódcy 5 psk. W trakcie tego przegrupowania odłączyła się część 1 szwadronu wraz z dowódcą. Nad 1 szwadronem dowództwo przejął ppor. W. Majewski. Nad ranem 3 września pułk dotarł do miejscowości Podlesice, gdzie stanowiska zajął 3 szwadron wraz z plutonem ppanc. na Górze Berkowej, a 4 szwadron zajął pozycję na stokach wzg. 353 w Siemierzycach. Oba te szwadrony wraz z plutonem ckm i ppanc. stanowiły dywizjon pod dowództwem mjr. Rekuckiego. Ok. godz.6.00 u podnóża góry pojawiły się zmotoryzowane kolumny niemieckie, które na skutek ostrzału plutonu ppanc. i broni maszynowej poniosły straty oceniane na 4 czołgi i 5 samochodów pancernych uszkodzonych i zniszczonych. Obronę 4 szwadronu o godz. 9:00 wsparł czasowo 2 szwadron. W jednym z pancernych pojazdów niemieckich znaleziono mapę z naniesionymi zamierzonymi kierunkami natarcia niemieckiej 2 DLek. W godzinach przedpołudniowych 3 szwadron przeszedł na następną rubież opóźniania w rejonie Korczyc Starych, opuszczając Górę Berkową.
Tam wraz z 4 szwadronem prowadzili dalszą obronę przejściową do godz. 17:00. Pozostałe szwadrony zostały zadysponowane przez dowódcę Krakowskiej BK do wsparcia 3 i 8 p uł pod Szczekocinami. W nocy nastąpiła koncentracja pułku w Rokitnie. Po wypoczynku 4 września przed południem 5 psk dotarł do Sędziszowa, gdzie zajął obronę od strony północno-zachodniej. W trakcie organizacji obrony był bombardowany rejon stacji kolejowej w Sędziszowie, poległo 2 strzelców. Wieczorem w Sędziszowie 5 psk nawiązał kontakt bojowy z niemieckimi patrolami pancerno-motorowymi. Nocą 4/5 września pułk wraz z Krakowską BK pomaszerował w okolice Pińczowa. 5 września 5 psk zajął obronę wokół miasta; 1 i 2 szwadron broniły Pińczowa od strony północnej, 3 szwadron bronił przepraw przez Nidę w Pińczowie, 4 szwadron i pluton kolarzy w odwodzie pułku. 1 szwadron wsparty plutonem kolarzy stoczył potyczkę z oddziałem niemieckiej 2. DLek. Nocą 5/6 września zgodnie z rozkazem dowódcy Armii „Kraków” pułk wykonał marsz w kierunku Buska, rano 6 września dotarł do Bogucic, gdzie 3 p uł stoczył walkę z oddziałem pancerno-motorowym, 5 psk był w odwodzie Krakowskiej BK. Następnie brygada wraz z 5 psk przemieściła się w kierunku Nowego Korczyna, strzelcy konni stanęli w Piasku Wielkim, który osiągnęli 6 września wieczorem. 7 września i kolejną noc pułk osłaniał Nowy Korczyn i most zabezpieczając przeprawę do czasu nadejścia Grupy Operacyjnej „Jagmin” gen. bryg. Jana Sadowskiego. 8 września 5 psk przeszedł wraz z Krakowską BK most w Nowym Korczynie na Wiśle i następnie pomaszerował jej prawym brzegiem do Szczucina zajmując w nim wieczorem pozycje obronne. 
9 września w nocy 5 pułk podjął marsz do Baranowa, celem zabezpieczenia mostu na Wiśle, lecz przed dotarciem na miejsce został on wysadzony przez polskich saperów. Strzelcy konni dotarli do Suchorzowa koło Baranowa i wystawili ubezpieczenia wzdłuż Wisły w rejonie Baranowa i od strony południowej. Tego dnia do 5 psk przybył szwadron marszowy por. rez. Kazimierza Rouperta z Dębicy i inni żołnierze z Ośrodka Zapasowego Kawalerii Krakowskiej Brygady Kawalerii (OZKaw. „Dębica”). Szwadron został rozdzielony do poszczególnych szwadronów liniowych celem uzupełnienia ubytków. Wraz z oddziałem z OZKaw. pod dowództwem mjr. Jana Sroczyńskiego przeformowanego w dywizjon marszowy Krakowskiej BK z kadry i rezerwistów (nadwyżek) 5 psk weszły w skład dywizjonu; pluton pionierów ppor. rez. Macieja Radziwiłła, pluton łączności ppor. Adama Mordasińskiego i pluton ckm ppor. Kazimierza Fijałkowskiego oraz tabor dywizjonu z nadwyżek 5 psk por. Kazimierza Morway. W trakcie dozorowania odcinka Wisły pułk był bombardowany przez lotnictwo niemieckie. Nocą 11/12 września pułk podjął dalszy marsz w kierunku północnym osłaniając skrzydło Armii „Kraków”, zajmując zgodnie z rozkazem Mokrzyszów koło Tarnobrzega przez dywizjon mjr Rekuckiego wraz z baterią 5 dak, pozostała część pułku zatrzymała się w lesie w okolicach wsi Siedlisko. 
12 września pułk był ostrzeliwany przez niemiecką artylerię z zachodniego brzegu Wisły. 12/13 września nocnym marszem 5 psk przemieścił się przez Grębów, Rozwadów, następnie przeprawił się przez San docierając do wsi Lipa i wraz z brygadą osłaniał marsz GO „Jagmin” cały dzień 13 września. 

#### Walki na Lubelszczyźnie
Nocą 13/14 września pułk pomaszerował do Janowa Lubelskiego zajmując wieś Kawęczyn, pełniąc dalej rolę ubezpieczenia lewego skrzydła armii. Następnej nocy 14/15 września strzelcy konni dotarli do Biłgoraju i zajęli w nim stanowiska obronne i w lesie Korczów frontem na zachód i południe. 15 września stacjonował w Biłgoraju 3 szwadron z plutonem ckm i szwadron kolarzy brygady jako dywizjon mjr. Rekuckiego, ok. godz. 15:00 dywizjon w walce odrzucił niemiecki podjazd samochodów pancernych i lotnictwa. Po godz. 17:00 lotnictwo niemieckie zbombardowało 5 pułk na stanowiskach w lesie Korczów, poległo ok. 20 strzelców konnych i 20 koni. 16 września w nocy i o świcie strzelcy konni osłaniali wycofanie się 3 p uł po nieudanym natarciu na Tarnogród i osłaniał wycofanie się ułanów i innych jednostek Krakowskiej BK za rzekę Tanew. Od rana dywizjon mjr Rekuckiego w składzie 5 szwadronu kolarzy, 1 i 3 szwadronów i pół szwadronu ckm, plutonu kolarzy i plutonu ppanc, z baterią 2/5 dak bronił na północ od Biłgoraju szosy Biłgoraj-Frampol, pozostała część pułku w odwodzie w Biłgoraju. O godz. 9:00 5 szwadron kolarzy i wysunięty pluton 3 szwadronu toczył walkę z rozpoznaniem pancernym nieprzyjaciela przy szosie Frampol-Biłgoraj, a następnie ok. godz. 14:00 całość dywizjonu mjr Rekuckiego została związana walką o Biłgoraj, narastanie sił niemieckich i uchwycenie przez niego północnej części miasta zmusiło dowódcę pułku do wprowadzenia całości pułku do walki pieszej, wynik boju na korzyść strony polskiej przyniosło po godz. 16:00 wkroczenie na tyły ugrupowania niemieckiego piechoty z GO „Jagmin”, a szczególnie uderzenie 204 pułku piechoty rez., wraz z kontratakiem 5 psk przyniosło rozstrzygnięcie w walce. Największe straty pułk poniósł od ognia niemieckiej artylerii. 

#### Udział w bitwie pod Tomaszowem Lubelskim
16 września w godzinach wieczornych zgodnie z rozkazem dowódcy Armii „Lublin” 5 psk w składzie Krakowskiej BK podjęła marsz w kierunku lasów Kosobudy koło Zwierzyńca, celem osłony natarcia Warszawskiej Brygady Pancerno-Motorowej na Tomaszów Lubelski. Po przybyciu do rejonu Kosobud 17 września ok. godz. 13:00 pułk ugrupował się dwoma szwadronami jako czatami w rejonie Wólki Wieprzeckiej 2 szwadron z plutonem ckm i pól plutonem ppanc i armatą 5 dak oraz 1 szwadron z plutonem kolarzy od strony Szczebrzeszyna. Pozostałe pododdziały pułku zajęły obronę wzdłuż drogi Wól Wieprzecka-Szewnia wraz z 2/5 dak. Od strony Zamościa czata 2 szwadronu odpierała przez cały 17 września ataki patroli rozpoznawczych wroga, wieczorem wyszło na czatę natarcie oddziałów niemieckich, 2 szwadron wsparł jeden ze szwadronów odwodowych. Wieczorem 5 psk podjął marsz po bezdrożach w kierunku majdanu Wielkiego i Krasnobrodu, celem osłony uderzającej na Tomaszów WBPM. Maszerował jako straż tylna w kolumnie Krakowskiej BK. W trakcie marszu pułk poniósł straty od własnych min utracono samochód, 2 wozy taborowe i rannych zostało 7 strzelców. Po dotarciu w rejon Majdanu Wielkiego nad rzeką Wieprz 18 września pułk osłaniał wraz z macierzystą brygadą walki WBPM o Tomaszów Lub. Ponowne natarcie nocne na Tomaszów miała wykonać WBPM i GO „Jagmin”, działanie to miała wesprzeć Krakowska BK natarciem na Tarnawatkę. 
5 psk spieszony wraz z 2/5dak 19 września o świcie prowadził marsz w kierunku wsi i lasu Pańków. W straży przedniej pułku we mgle maszerował 2 szwadron z dwoma armatami ppanc, plutonem ckm i działonem 2 baterii, we wsi Pańków doszło do boju spotkaniowego z patrolem niemieckim na motocyklach i 3-5 wozów pancernych. W efekcie dwa wozy pancerne zostały trafione w tym jeden spłonął, motocykliści wraz z pozostałymi pancerkami wycofali się za Wieprz. Pułk zajął rejon Pańkowa wieś i las w kierunku północnego skraju lasu na wschód od Szarowoli 3 i 4 szwadronem w I rzucie. Po zajęciu skraju lasu i podejść do wzg. 323 I rzut przeszedł do obrony. Z II rzutu pułku 2 szwadron wzmocniony dwoma ckm, uderzył na wzg. 323 i Tarnawatkę opanował oba przedmioty terenowe odrzucając broniącą się niemiecką kompanię saperów. Wziął do niewoli kilku jeńców, zdobył motocykl. Ok. godz. na 2 szwadron w Tarnawatce uderzyły znaczne siły zmotoryzowanej piechoty odrzucając szwadron z dużymi stratami poległo 15 strzelców konnych, w tym rtm. J. Chodoń, wielu odniosło rany. Idący z odsieczą 3 szwadron został powstrzymany niemieckim ogniem zaporowym artylerii. Uderzenie niemieckiej piechoty wspartej artylerią na pozycje 5 psk przyniosły znaczne straty poległo ok. 20 strzelców z 4 szwadronu, poległ dowódca plutonu ppanc ppor. M. Miaska i ppor. Baran z 4 szwadronu. Został rozbity punkt obserwacyjny 2/5 dak, gdzie poległa cała jego obsługa i kpt. J. Stradomski. W ogniu walki znalazły się wszystkie szwadrony pułku. Nocą 19/20 września 5 psk na czele Krakowskiej BK próbował przebić się przez pierścień okrążenia w kierunku na Rawę Ruską maszerujący z Pańkowa pułk dotarł do Majdanu Wielkiego, gdzie na linii rzeki Wieprz starł się z obroną niemiecką, zaniechano dalszego przebijania się na południowy wschód. W trakcie pertraktacji kapitulacyjnych do miejsca postoju pułku usiłowały dostać się niemieckie patrole, zostały odrzucone szarżą konną 3 szwadronu i plutonu łączności pod dowództwem adiutanta pułku, w trakcie tej szarży poległ dowódca plutonu ckm ppor. W. Miniszewski. Część żołnierzy poddała się do niewoli część usiłowała indywidualnie w małych grupkach wyjść poza okrążenie niemieckie.

### Działania pododdziałów zmobilizowanych w 5 psk i II rzutu mobilizacyjnego w OZKaw. „Dębica” Krakowskiej BK.

#### Szwadron marszowy 5 psk
Po odejściu jednostek zmobilizowanych w mobilizacji alarmowej, następnie został zmobilizowany szwadron marszowy 5 psk.
- dowódca szwadronu – por. rez. Kazimierz Rouppert
- dowódca 1 plutonu – por. rez. Zygmunt Konopka
- dowódca 2 plutonu – ppor. rez. Roman Wagner
- dowódca 3 plutonu – ppor. rez. Mieczysław Dziakiewicz[19]

Szwadron celem dalszej mobilizacji wyszedł 1 września 1939 do wsi Straszęcin, gdzie kontynuował mobilizację i zgrywanie szwadronu. 3 września szwadron marszowy pomaszerował do Nowego Korczyna, z zadaniem obsadzenia przyczółka mostowego. Obsadził go 5 września, prowadził prace inżynieryjne – kopał stanowiska strzeleckie. 5 i 6 września był bombardowany przez lotnictwo niemieckie. 6 września zabezpieczał przemarsz przez most Krakowskiej Brygady Kawalerii. 9 września szwadron wszedł w skład 5 psk rozdzielony wg potrzeb do pododdziałów pułku.

#### Oddział Zbierania Nadwyżek 5 psk
Oddziałem Zbierania Nadwyżek 5 psk dowodził rtm. Włodzimierz Cucajew, oddział wszedł w skład Ośrodka Zapasowego Krakowskiej Brygady Kawalerii  w garnizonie Dębica. Komendantem ośrodka był mjr Jan Sroczyński. Do 6 września mjr Sroczyński zebrał gotowe już pododdziały z ośrodka, w pełni uzbrojone, umundurowane i wyposażone w podstawowy sprzęt. Po dołączeniu do Krakowskiej Brygady Kawalerii z przyprowadzonych żołnierzy i pododdziałów utworzono dywizjon marszowy Krakowskiej BK, który istniał w brygadzie w zamian za utracony 8 pułk ułanów. Z pododdziałów 5 psk sformowano plutony łączności, ckm i pionierów dywizjonu marszowego. Z pozostałych w ośrodku strzelców konnych sformowano szwadron konny por. rez. Zygmunta Śmiałowskiego. Ośrodek Zapasowy Kawalerii po odejściu do macierzystej brygady dywizjonu mjr Sroczyńskiego, został 7 września ewakuowany z Dębicy na wschód kraju. Pod dowództwem mjr. Tadeusza Plackowskiego i zastępcy dowódcy rtm. Aleksandra Jodkiewicza OZ Krakowskiej BK dotarł do Brodów. Po wkroczeniu wojsk sowieckich ośrodek rozpoczął przemieszczanie się w kierunku południowym, dotarł do Złoczowa i Uhrynowa.

## Symbole pułkowe

### Sztandar
W 1923 potomek sławnych Sanguszków książę Roman podarował pułkowi sztandar. W rogach płachty sztandaru umieszczono obraz Matki Boskiej Częstochowskiej, herb XX. Sanguszków „Pogoń”, herb miasta Tarnowa „Leliwa” i odznakę pułkową. 26 lipca 1923 Prezydent Rzeczypospolitej Polskiej Stanisław Wojciechowski zatwierdził sztandar. 16 września 1923 generał broni Tadeusz Rozwadowski w imieniu Prezydenta Rzeczypospolitej wręczył sztandar dowódcy pułku.
W czasie kampanii wrześniowej sztandar znajdował się w Ośrodku Zapasowym Kawalerii „Dębica”. W czasie ewakuacji ośrodka sztandar znajdował się pod opieką rtm. Aleksandra Jodkiewicza. 17 września 1939 rotmistrz Jodkiewicz przekazał sztandar majorowi Tadeuszowi Plackowskiemu, zastępcy dowódcy ośrodka, który motocyklem lub samochodem ciężarowym wyjechał w kierunku granicy z Rumunią. Dalsze losy sztandaru i majora Plackowskiego są nieznane.

### Odznaka pamiątkowa
13 listopada 1923 minister spraw wojskowych generał broni Stanisław Szeptycki „zatwierdził projekt i regulamin odznaki pamiątkowej 5 pułku strzelców konnych”. Odznaka o wymiarach 42 × 37 mm ma kształt krzyża maltańskiego, którego ramiona o złotych krawędziach, zakończonych kulkami pokryte są białą emalią. W środku krzyża okrągła tarcza emaliowana oliwkowo na której wpisano numer „5”. Odznaka jednoczęściowa, wykonana w tombaku, złocona i emaliowana. Autorami projektu odznaki byli podporucznicy: Władysław Żurowski i Tadeusz Ujejski. Wykonawcą odznak był Wiktor Gontarczyk, Warszawa, ulica Miodowa 19.

### Barwy
W latach 1922–1927 żołnierze 5 psk nosili otoki barwy ciemno- i jasno-oliwkowe. 24 marca 1927 Minister Spraw Wojskowych zmienił barwę otoków na czapkach oficerów i szeregowych 5 psk na barwę białą.
W latach 1922–1927 żołnierze 5 psk nosili proporczyki oliwkowo-białe. 4 sierpnia 1927 generał dywizji Daniel Konarzewski w zastępstwie Ministra Spraw Wojskowych ustalił dla oficerów liniowych i szeregowych 5 psk proporczyki szmaragdowo-białe z paskiem amarantowym.
26 czerwca 1929 minister spraw wojskowych marszałek Polski Józef Piłsudski „zezwolił na umieszczenie na proporczykach dowództwa oraz szwadronów liniowych 5 pułku strzelców konnych następujących znaków: 1 szwadron – biała głowa wilka, 2 szwadron – tarcza z herbem ziemi kujawskiej, 3 szwadron – dwa równoległe paski koloru chabrowego (na skos), 4 szwadron – dwa równoległe paski koloru żółtego (na wskos)”.
|                                                   | Proporczyk noszony przez oficerów i szeregowych pułku na kołnierzach kurtek i płaszczy. |                                                   |                                                   |
|                                                   | Biały otok na rogatywce                                                                 |                                                   |                                                   |
|                                                   | Szasery ciemnogranatowe z białymi lampasami i takąż wypustką                            |                                                   |                                                   |
| Proporczyki noszone na lancach w latach 1927–1929 | Proporczyki noszone na lancach w latach 1927–1929                                       | Proporczyki noszone na lancach po 26 czerwca 1929 | Proporczyki noszone na lancach po 26 czerwca 1929 |
|                                                   | proporczyk dowództwa pułku                                                              |                                                   | proporczyk dowództwa pułku                        |
|                                                   | proporczyk 1 szwadronu                                                                  |                                                   | proporczyk 1 szwadronu                            |
|                                                   | proporczyk 2 szwadronu                                                                  |                                                   | proporczyk 2 szwadronu                            |
|                                                   | proporczyk 3 szwadronu                                                                  |                                                   | proporczyk 3 szwadronu                            |
|                                                   | proporczyk 4 szwadronu                                                                  |                                                   | proporczyk 4 szwadronu                            |
|                                                   | proporczyk szwadronu ckm                                                                |                                                   | proporczyk szwadronu ckm                          |
|                                                   | proporczyk plutonu łączności                                                            |                                                   | proporczyk plutonu łączności                      |

### Żurawiejka
| Tak się błąkał w okolicy, aż go wzięli do Dębicy.                          | Kto pod kocem dziewki chowa? To jest „Piąty” spod Tarnowa. | Po pijaństwie leży w rowie, strzelców „Piąty” pułk w Tarnowie. |
| Po każdej zwrotce: Lance do boju, szable w dłoń, bolszewika goń, goń, goń! |                                                            |                                                                |

## 5 pułk strzelców konnych Armii Krajowej
Pułk odtworzono w AK. Brał udział w akcji „Burza”. Dowódcą pułku był mjr Adam Lazarowicz, zastępcą dowódcy kpt. Ludwik Marszałek. Pułk działania bojowe zakończył w grudniu 1944.

## Kadra pułku

### Dowódcy i zastępcy dowódcy pułku

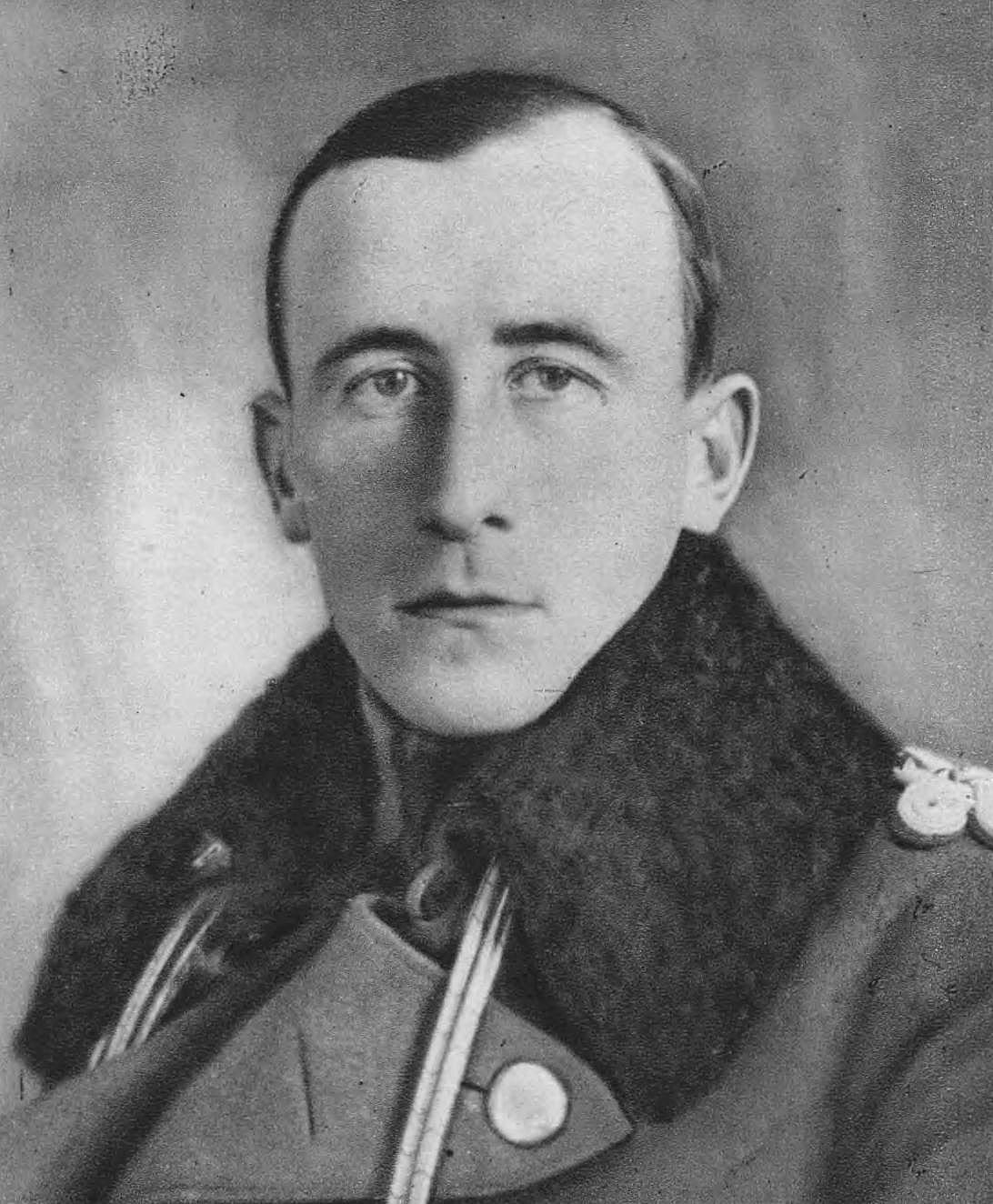
Rtm. Tadeusz Krynicki

| Stopień, imię i nazwisko          | Okres pełnienia służby  | Kolejne stanowisko                |
| Dowódcy pułku                     | Dowódcy pułku           | Dowódcy pułku                     |
| --------------------------------- | ----------------------- | --------------------------------- |
| płk kaw. Aleksander Ehrbar        | 16 X 1920 – 20 XI 1924  | do dowództwa 5 SBK                |
| płk kaw. Adam Rozwadowski-Jordan  | 20 XI 1924 – 4 II 1927  | stan spoczynku                    |
| ppłk kaw. Jan Kanty Olszewski     | 11 II 1927 – 28 I 1928  | rejonowy inspektor koni w Kołomyi |
| płk dypl. kaw. Juliusz Kleeberg   | 28 I 1928 – 31 III 1930 | dowódca 6 SBK                     |
| płk kaw. Ignacy Kowalczewski      | 31 III 1930 – 1938      | dowódca 17 puł                    |
| płk kaw. Kazimierz Kosiarski      | 1938 – IX 1939          |                                   |
| Zastępcy dowódcy pułku            |                         |                                   |
| ppłk kaw. Rudolf Jan Otton Boyen  | 1923                    |                                   |
| ppłk kaw. Adam Rozwadowski-Jordan | do 20 XI 1924           | dowódca 5 psk                     |
| ppłk kaw. Stanisław Breza         | 1924 – 13 V 1925        | komendant KUK nr 23               |
| ppłk kaw. Jan Kanty Olszewski     | 10 VI 1925 – 11 II 1927 | dowódca 5 psk                     |
| ppłk kaw. Wilibrard Romański      | V 1927 – VII 1929       | rejonowy inspektor koni w Dubnie  |
| ppłk kaw. Tadeusz Kurnatowski     | od VII 1929             |                                   |
| mjr kaw. Franciszek Rekucki       | do IX 1939              |                                   |

### Kawalerowie Virtuti Militari
Żołnierze pułku odznaczeni Krzyżem Srebrnym Orderu Wojskowego Virtuti Militari za wojnę 1918–1920:

1. kpr. Franciszek Felczar
2. rtm. Tadeusz Krynicki
3. ppor. Zbigniew Mysyrowicz
4. kpr. Ludwik Sokołowski

### Obsada personalna w 1939
- dowódca pułku – płk kaw. Kazimierz Kosiarski[41]
- zastępca dowódcy pułku – mjr kaw. Franciszek Rekucki
- kwatermistrz – rtm. Mieczysław Chwaliński
- adiutant pułku – rtm. Antoni Dębski
- dowódca 1 szwadronu – por. Stanisław Lucjan Sławik, ppor. Waldemar Majewski (od 3 IX 1939)[42]
  - dowódca 1 plutonu – ppor. Waldemar Majewski
  - dowódca 2 plutonu – ppor. rez. Ludwik Popiel
  - dowódca 3 plutonu – ppor. rez. Roman Medwicz
- dowódca 2 szwadronu – rtm. Jarosław Chodań (do +19 IX 1939), ppor. Stanisław Raczkowski (od 19 IX 1939)[43]
  - dowódca 1 plutonu – por. Stanisław Ruciński
  - dowódca 2 plutonu – ppor. Stanisław Cierpisz
  - dowódca 3 plutonu – por. rez. Jan Stella-Sawicki
- dowódca 3 szwadronu – rtm. Wojciech Łopuski
  - dowódca 1 plutonu – ppor. rez. Witold Ostrowski
  - dowódca 2 plutonu – ppor. rez. Maciej Popiel
  - dowódca 3 plutonu – ppor. rez. Tadeusz Kot
- dowódca 4 szwadronu – rtm. Bronisław Piotrowski
  - dowódca 1 plutonu – ppor. rez. Zbigniew Majchrowicz
  - dowódca 2 plutonu – ppor. rez. Piotr Baran
  - dowódca 3 plutonu – ppor. Włodzimierz Adamczyk
- dowódca szwadronu ckm – por. Witold Zygmunt Szychowski
  - dowódca 1 plutonu – ppor. Stanisław Raczkowski
  - dowódca 2 plutonu – ppor. rez. Władysław Kudelski
  - dowódca 3 plutonu – ppor. rez. Władysław Mniszewski
- dowódca plutonu przeciwpancernego – ppor.  Mieczysław Miska
- dowódca plutonu kolarzy – ppor. Zbigniew B. Winogrodzki
- dowódca plutonu łączności – por. Tadeusz Julian Gawrzycki
- szwadron gospodarczy – por. rez. Zdzisław Janikowski

### Żołnierze 5 pułku strzelców konnych – ofiary zbrodni katyńskiej
Biogramy zamordowanych oficerów znajdują się na stronie internetowej Muzeum Katyńskiego
| Nazwisko i imię      | stopień              | zawód        | miejsce pracy przed mobilizacją | zamordowany |
| -------------------- | -------------------- | ------------ | ------------------------------- | ----------- |
| Kunzek Marian Henryk | podporucznik rezerwy | absolwent UJ |                                 | Charków     |